# Lista de espécies Predatoroonops
Predatoroonops é um gênero de aranhas da sub-ordem araneomorphae pertencente a família Oonopidae. O nome desse gênero deriva do filme O Predador de 1987, pois as quelíceras dessas aranhas lembram a criatura antagonista do filme. O nome das espécies fazem referência aos personagens do filme. 

## Lista de espécies
- Predatoroonops anna Brescovit, Rheims & Bonaldo, 2012
- Predatoroonops billy Brescovit, Rheims & Ott, 2012
- Predatoroonops blain Brescovit, Rheims & Ott, 2012
- Predatoroonops chicano Brescovit, Rheims & Santos, 2012
- Predatoroonops dillon Brescovit, Rheims & Bonaldo, 2012
- Predatoroonops dutch Brescovit, Rheims & Bonaldo, 2012
- Predatoroonops maceliot Brescovit, Rheims & Ott, 2012
- Predatoroonops mctiernani Brescovit, Rheims & Santos, 2012
- Predatoroonops olddemon Brescovit, Rheims & Santos, 2012
- Predatoroonops peterhalli Brescovit, Rheims & Santos, 2012
- Predatoroonops phillips Brescovit, Rheims & Santos, 2012
- Predatoroonops poncho Brescovit, Rheims & Ott, 2012
- Predatoroonops rickhawkins Brescovit, Rheims & Bonaldo, 2012
- Predatoroonops schwarzeneggeri Brescovit, Rheims & Ott, 2012
- Predatoroonops vallarta Brescovit, Rheims & Bonaldo, 2012
- Predatoroonops valverde Brescovit, Rheims & Ott, 2012
- Predatoroonops yautja Brescovit, Rheims & Santos, 2012